# Borejci
Borejci este o localitate din comuna Tišina, Slovenia, cu o populație de 251 de locuitori.